# Idiocerus smithii
Idiocerus smithii är en insektsart som beskrevs av Baker 1923. Idiocerus smithii ingår i släktet Idiocerus och familjen dvärgstritar. Inga underarter finns listade i Catalogue of Life.